# Luboš Tomíček (ur. 1956)
Luboš Tomíček (ur. 10 lipca 1956) – czechosłowacki żużlowiec, występujący również na długim torze.

## Życiorys

### Kariera sportowa
W czasie swojej kariery reprezentował klub Rudá Hvězda Praha. W 1976 r. zdobył tytuł mistrza Czechosłowacji juniorów. W 1977 r. wystąpił w finale indywidualnych mistrzostw Czechosłowacji, zajmując w końcowej klasyfikacji XVI miejsce (w jednej z 8 eliminacji zajął III miejsce). W tym samym roku zakończył karierę, z powodu poważnej kontuzji odniesionej podczas zawodów na długim torze w Mariańskich Łaźniach. W kolejnych latach zajmował się tuningiem silników motocyklowych.

### Życie prywatne
Syn Luboša Tomíčka i ojciec Luboša Tomíčka, również żużlowców.